# Georg Bauer
Georg Bauer (19. dubna 1793 – 12. září 1861) byl rakouský politik německé národnosti z Dolních Rakous, během revolučního roku 1848 poslanec Říšského sněmu.

## Biografie
Roku 1849 se uvádí jako Georg Bauer, mlynář v obci Oberedlitz. Po delší dobu byl i rychtářem v Oberedlitz.
Během revolučního roku 1848 se zapojil do veřejného dění. Ve volbách roku 1848 byl zvolen i na ústavodárný Říšský sněm. Zastupoval volební obvod Waidhofen an der Thaya. Tehdy se uváděl coby mlynář. Řadil se k sněmovní levici. V březnu 1849 byl zatčen.